# SN 1992az
SN 1992az – supernowa typu II odkryta 29 września 1992 roku w galaktyce NGC 818. W momencie odkrycia miała maksymalną jasność 18,80m.